# Гладиатор по найму
«Гладиа́тор по на́йму» — кинофильм, выпущенный в 1993 году украинской Аэрокосмической НПК «Вертикаль» (Харьков) при участии киностудии Беларусьфильм.

## Сюжет
Фильм снят на основе сюжета романа Эрла Стэнли Гарднера «Дело о бархатных коготках» (первого из цикла о приключениях адвоката Перри Мейсона), перенесённого в некую восточноеврепейскую страну.
Гладиатор по найму — это прозвище адвоката Мирского. Так его прозвали за то, что он часто берётся за рискованные дела. Однако дело, с которым к нему обратилась красивая и богатая женщина Ева, жена медиамагната Лукачёва, оказалось не просто рискованным, но и очень опасным. Мало того, что она изменила мужу, а измена оказалась зафиксированной на плёнку, — она ещё и стала свидетельницей убийства. Теперь ей необходимо избавиться от компромата, иначе она лишится не только мужа, но и его денег. Мирский взялся за дело и столкнулся с чередой убийств, причём опасность стала угрожать и ему самому.

## В ролях
- Марина Могилевская — Ева Лукачёва
- Сергей Газаров — Стас Костылёв
- Николай Ерёменко (старший) — Гурий Лукачёв
- Борис Невзоров — комиссар полиции
- Александр Песков — Илья Мирский
- Ольга Барнет — Клавдиевна
- Владас Багдонас — Лукич
- Пётр Юрченков

## Съёмочная группа
- Автор сценария: Александр Зайцев
- Режиссёр: Дмитрий Зайцев
- Композитор: Давид Голощёкин
- Звукорежиссёр: Сергей Чупров
- Оператор: Владимир Спорышков
- Художник-постановщик: Александр Чертович
- Художник по костюмам: Алла Грибова
- Постановщик трюков: Николай Павлов
- Монтажёр: Е. Волкова
- Директор картины: Наталья Пальченок

## Критика
Главный редактор «Видеогида» Михаил Иванов характеризовал фильм как «напыщенную и беспомощную „муру“».